# Acylita
Acylita é um gênero de traça pertencente à família Arctiidae.

## Espécies
- Acylita cara Schaus, 1894
- Acylita distincta D. Jones, 1908
- Acylita dukinfieldi Schaus, 1894
- Acylita elongata Schaus, 1906
- Acylita monosticta D. Jones, 1908
- Acylita sanguifusa D. Jones, 1908